# Jeanne Duval
Jeanne Duval (franskt uttal: [ʒan dyval]), egentligen Florine Jeanne Gabrielle Prosper, född 18 november 1818 i Port-au-Prince, död 20 december 1868 i Saint-Denis, var en haitisk-fransk skådespelare och dansare. I nära tjugo år var hon poeten Charles Baudelaires musa och älskarinna.

## Biografi
Endast få biografiska detaljer om Jeanne Duval är kända. Fram till 2024 fanns det inga säkra uppgifter om vare sig hennes riktiga namn, hennes födelseår, födelseort, dödsår eller dödsort. Två franska amatörhistoriker publicerade då, ungefär samtidigt, men oberoende av varandra, efterforskningar som de gjort i mormonska släktarkiv samt i franska kommun- och sjukhusarkiv. Tack vare deras fynd finns det åtminstone grundläggande biografiska data om Duval tillgängliga.
Hon ankom Frankrike och Le Havre den 21 juli 1821 tillsammans med sin mor och syster och bodde därefter hela sitt liv i Frankrike. Mot slutet av 1830-talet var hon under artistnamnet Berthe anlitad som komedienn i mindre roller på Théâtre de la Porte Saint-Antoine, belägen i Paris 4:e arrondissement. Vid den här tiden hade hon ett kärleksförhållande med tecknaren Gaspard-Félix Tournachon, som med tiden kom att bli en betydande fotograf, och som var bekant med Charles Baudelaire. 

### Åren med Baudelaire
Duval och Baudelaire möttes i Paris någon gång på våren 1842. Hon var 23 och kom från en före detta fransk koloni. Han hade precis fyllt 21, blivit myndig och därmed kunnat inkassera ett ansenligt arv på 100 000 guldfranc efter sin far. De inledde ett passionerat förhållande som varade av och till i nästan tjugo år. Hon sågs under dessa år ofta vid hans sida på parisiska kaféer och i litterära salonger. Baudelaire var mycket fäst vid henne, och hon blev kvinnan i hans liv. Hans mor menade dock att hon bara var en lycksökerska som pressade honom på pengar och torterade honom "på alla tänkbara vis". 
Mellan 1843 och 1845 hyrde Baudelaire en våning i den ståtliga byggnaden Hôtel de Lauzun på Île Saint-Louis. För att ha Jeanne Duval nära sig − 450 meter närmare bestämt − ordnade han inkvartering åt henne på Rue de la Femme-sans-tête 6. Under de kommande tio-femton åren bodde de av och till tillsammans, ofta på mindre fashionabla adresser.

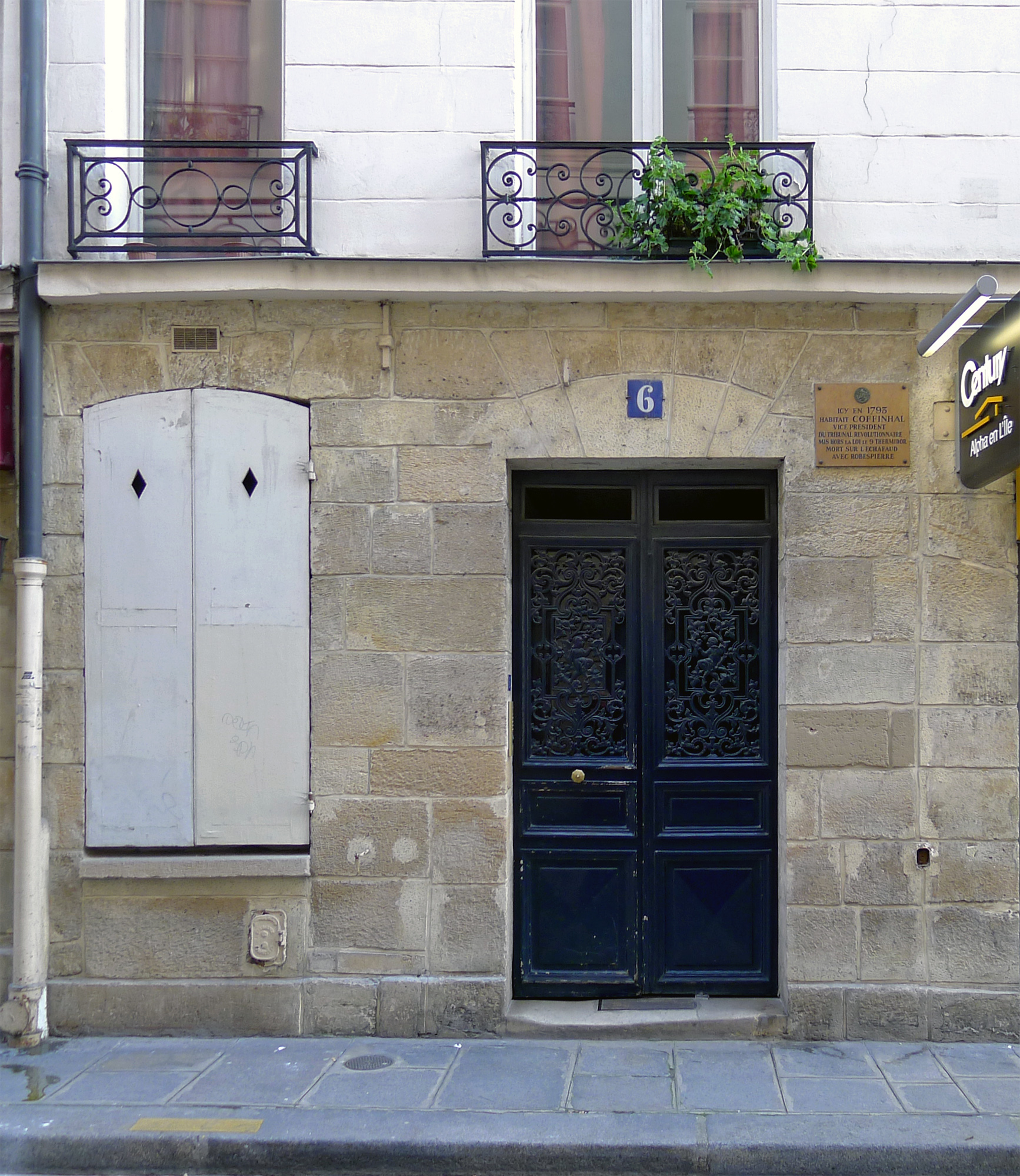
Hus nr 6 på Rue de la Femme-sans-tête (Den huvudlösa kvinnans gata; idag Rue Le Regrattier) där Jeanne Duval bodde i mitten av 1840-talet. Minnestavlan berättar om Jean-Baptiste Coffinhal som bodde i huset fram till 1793, då han blev giljotinerad.

Baudelaires kortroman Fanfarlo (1847) − skriven "med lättaste hand men svartaste bläck" − är en kärleksberättelse mellan poeten och dandyn Samuel Cramer och vampen och dansösen Fanfarlo. Bägge karaktärerna bär tydliga drag av Baudelaire själv och Jeanne Duval.
På 1840-talet skrev Baudelaire också många av de dikter som 1857 skulle tryckas i Les Fleurs de mal (Det ondas blommor), en diktantologi som var banbrytande och utmanande både i sitt språk och i hur den beskrev företeelser som dekadens, erotik och droganvändning. En betydande del av dessa dikter ägnas kvinnor som Baudelaire umgicks med. Ett tiotal dikter är direkt inspirerade av Duval − bland dem "Exotisk doft" och "Omättlig lust" − men det förekommer också skildringar av andra aktriser och så kallade demimonder, bland dem Marie Daubrun och Apollonie Sabatier.

### Den sista tiden
Både Duval och Baudelaire plågades i många år av syfilis, något som bröt ned deras kroppar och gjorde dem beroende av smärtstillande medel, bland annat laudanum. Duval drabbades av ett slaganfall 1859, och led under sina sista år både av blindhet och rörelsesvårigheter. Baudelaire beskrev henne, i ett brev till sin mor 1860, som en "gammal skönhet som hade förvandlats till en krympling". Fem år senare fick han själv ett slaganfall som gjorde att han blev delvis förlamad och miste talförmågan.
Vid sin död 1868 var Duval omhändertagen av fattigvården i Saint-Denis strax norr om Paris. Hon överlevde Baudelaire med drygt ett år, och blev fyra år äldre än honom − hon 50, han 46.

## Eftermäle
Det är i huvudsak Charles Baudelaires korrespondens − särskilt breven till hans mor, där han ofta ber om pengar − som ligger till grund för det lilla man vet om Jeanne Duval. De brev som Duval skrev till Baudelaire hade varit en intressant biografisk och kulturhistorisk källa, men de blev förstörda av hans mor efter hans död, möjligen som ett medvetet försök att skriva henne ut ur historien och arkiven. Sedan slutet av 1990-talet har flera konst- och litteraturhistoriker hävdat att denna reducering av Duval senare blev vidareförd av så gott som alla Baudelaires levnadstecknare. Historiker på 2000-talet har velat vidga synen på Duval genom att även försöka studera på vilket sätt hon kan ha bidragit till att möjliggöra Baudelaires författarskap.
Vad gäller Duvals utseende, så finns det inga verifierade fotografier av henne som visar hur hon såg ut. Hon blev beskriven som ovanligt lång och ståtlig. Ny släktforskning har visat att tre av hennes far- och morföräldrar var franska/europeiska och att en av dem hade västafrikanskt påbrå.

## Duval i kulturen
Förutom i Fanfarlo och dikterna av Baudelaire förekommer Duval som inspiration, modell eller huvudperson i ett flertal konstnärliga och litterära verk.

### Musik
1987, under sovjettiden, hade det ryska heavy metal-bandet Aria en hit med låten "Street of Roses" (ryska: Улица Роз). Enligt bandets gitarrist Vladimir Kholstinin är låten inspirerad av Jeanne Duval och hennes förhållande med Charles Baudelaire.

### Film
Jeanne Duval förekommer som bifigur i flera dokumentärfilmer om Charles Baudelaire, Édouard Manet och Gustave Courbet. I dokumentären La femme sans nom, l'histoire de Jeanne et Baudelaire (2021) berättas historien med Duval som huvudperson. I den franska spelfilmen Les Fleurs du mal (1991) spelas Jeanne Duval av Patrice-Flora Praxo.

### Konst
Charles Baudelaire, som var en driven tecknare, gjorde flera teckningar som föreställer Jeanne Duval − eller åtminstone Jeanne Duval som La Fanfarlo. Ett tiotal av dessa har bevarats.
Édouard Manets målning Kvinnan med solfjädern (1862), som också går under namnet Baudelaires älskarinna (franska: La Dame à l’éventail − La Maîtresse de Baudelaire), anses vara en bild som föreställer Jeanne Duval, även om det har ifrågasatts. Målningen räknas som ett tidigt exempel på ett porträtt som visar sjukdom och mindre smickrande egenskaper hos en kvinna. Som nämnts, så plågades Duval av sjukdom vid tiden för målningens tillkomst.
En annan intressant avbildning av Duval är den som nätt och jämnt kan skönjas i Gustave Courbets monumentala, nästan sex meter breda, målning Ateljén (franska: L'Atelier du peintre) från 1855. Bilden visar, förutom konstnären själv, cirka trettio personer i hans bekantskapskrets. Till höger syns prominenta kulturpersonligheter som författaren George Sand, filosofen Pierre-Joseph Proudhon, konsthistorikern Jules Champfleury, konstsamlarparet Sabatier-Unger (österrikiska operasångerskan Caroline Unger och hennes man, konstkritikern François Sabatier), och − längst till höger, läsande en bok − Charles Baudelaire. Mellan Sabatier och Baudelaire kan man skymta konturerna av Jeanne Duval. Detta är ett så kallat pentimento. Hon har haft sin plats i målningen, men har sedan målats över, och därmed ut av bilden, möjligen på begäran av Baudelaire. Drygt femtio år efter Courbets död, som ett resultat av utsöndring av bindemedlet i det äldre färglagret, blev dock Duval åter synlig i bilden, som en skugga eller efterbild.

## Bilder

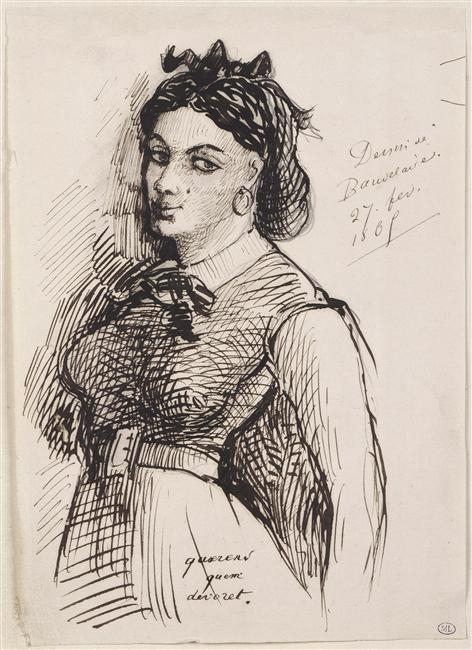
Teckning av Baudelaire föreställande Jeanne Duval på "jakt efter någon att sluka" (bildtext på latin: quaerens quem devoret).
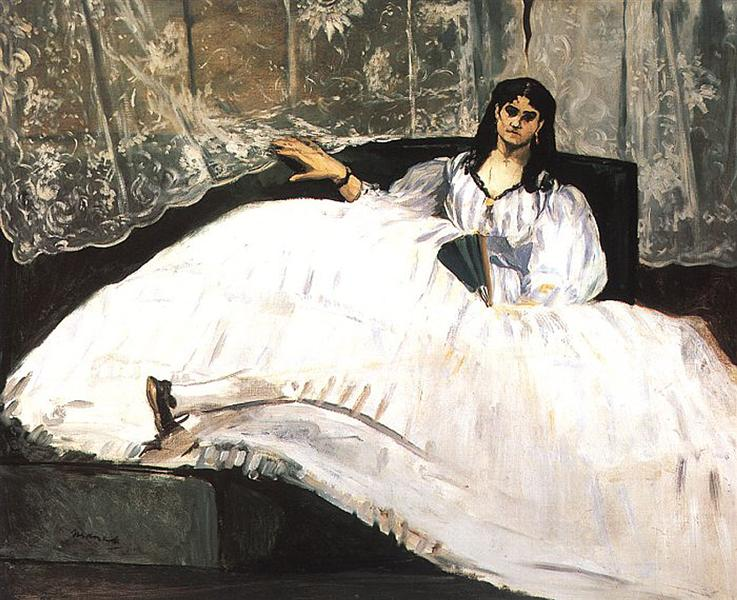
Edouard Manet, Kvinnan med solfjädern − Baudelaires älskarinna (1862) visar en sjuk Jeanne Duval utsträckt på divanen.
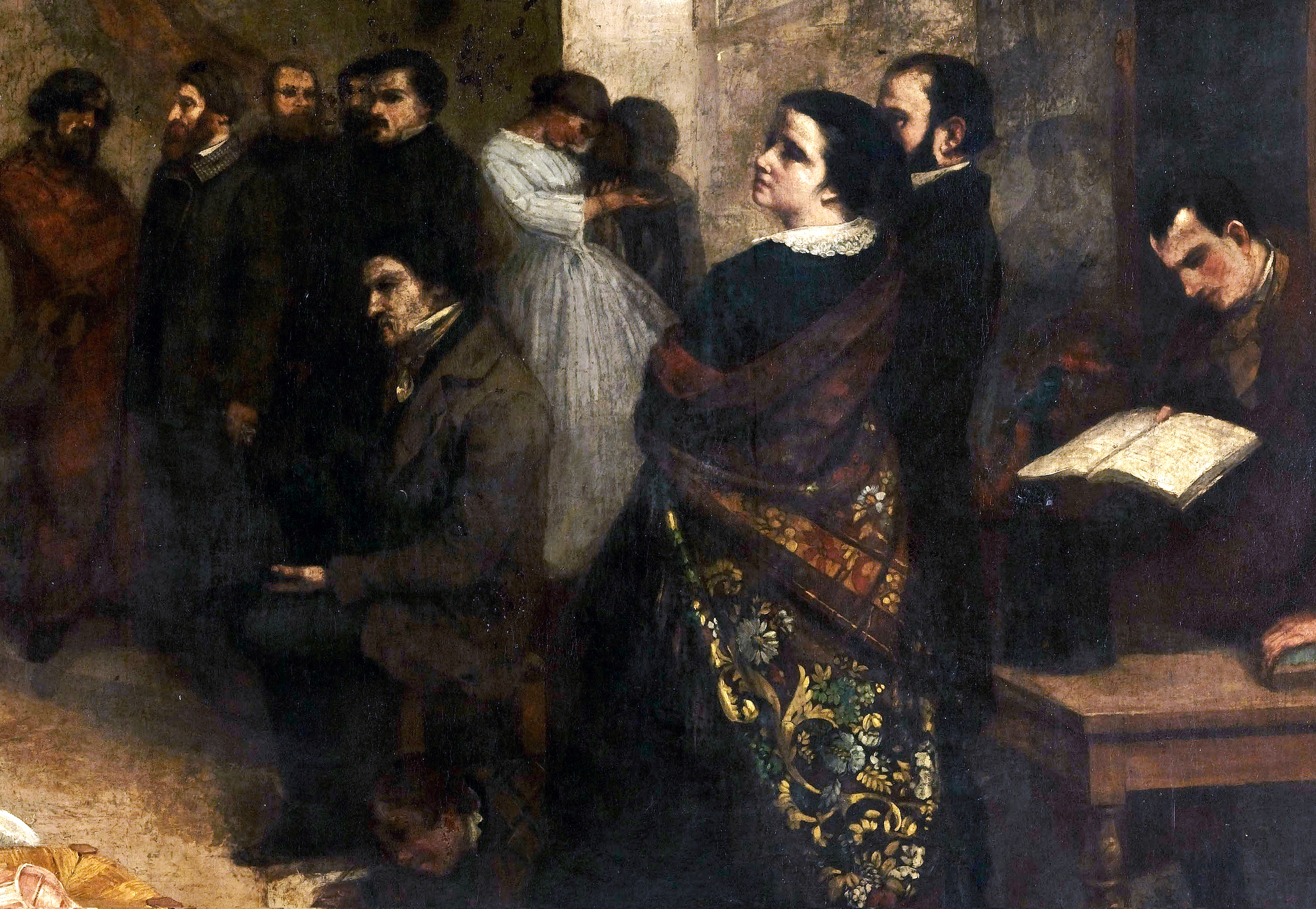
Detalj av målningen Ateljén där en övermålad Jeanne Duval så smått skymtar fram ovanför boken som Baudelaire läser.